# 카르노사우루스하목
카르노사우루스하목은 수각류의 주요한 분류군으로 알로사우루스와 기가노토사우루스, 카르카로돈토사우루스 등을 포함하는 군이다.